# Hennin
Pour les articles homonymes, voir Hennin.
Pour les articles ayant des titres homophones, voir Henin, Hainin et N1.
Cet article possède un paronyme, voir Hénin.

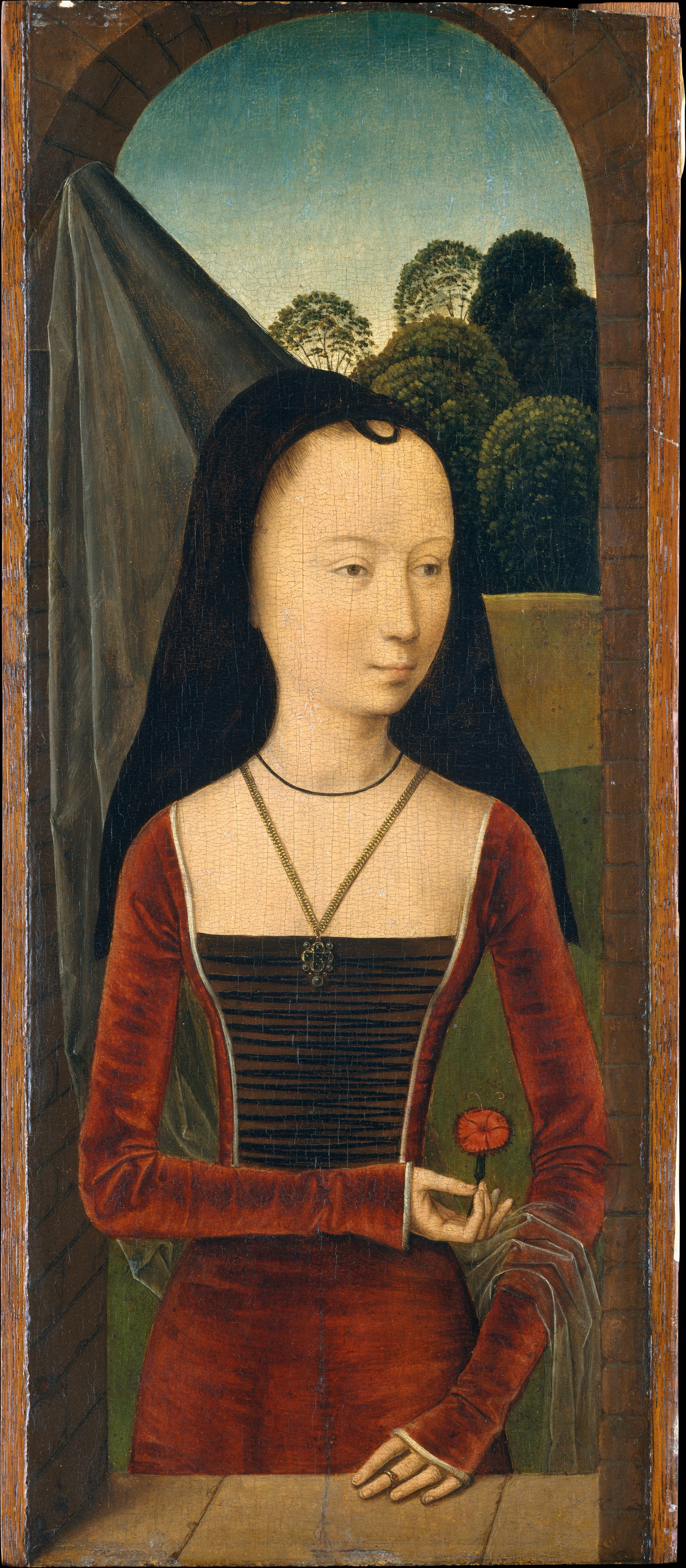
Portrait de jeune fille coiffée d'un hennin conique par Hans Memling (vers 1480).

Le hennin est une coiffe féminine conique ou cornue qui fait son apparition en France à la fin du Moyen Âge, vers 1420, et qui se répand ensuite en Italie, en Allemagne et dans les Pays-Bas bourguignons.

## Terminologie
Le terme « hennin » apparaît pour la première fois dans les Chroniques d'Enguerrand de Monstrelet, au XVe siècle. Selon le TLFi, le terme est probablement un emprunt au néerlandais henninck, « coq », « cette coiffure ayant été comparée à une crête de coq ». Le terme, péjoratif, est inventé en 1428 par le moine Thomas Conecte qui écrivait contre les femmes portant de « haulx atours ». Il pourrait être en relation avec l'interjection « hurte belin » (« bélier, frappe de tes cornes »), qui aurait été inventée par un évêque parisien au XIIIe siècle pour huer les femmes dont les coiffures à base de tresses ressemblaient à des « cornetes ».
Quelle qu'en soit l'origine, le terme connaît une postérité au XVIe siècle chez le chanoine Guillaume Paradin de Cuyseaulx, qui raconte comment le frère Richard — prédicateur parisien célèbre à l'époque — s'acharnait contre cette coiffe, ou lorsque le jurisconsulte et historien breton Bertrand d'Argentré écrit la vie de Thomas Conecte. Au XVIIIe siècle, l'Encyclopédie de Diderot et d'Alembert a une entrée « hennin » rédigée par Louis de Jaucourt, qui ne manque pas de railler cette « folie de mode ».
À l'époque contemporaine, la publication des Chroniques de Monstrelet par Louis Douët d'Arcq en 1860 généralise définitivement le nom, qui perd son sens péjoratif. Cependant, les auteurs regroupent les coiffures à cornes et celles coniques comme des « hennins », entrainant une confusion dans la signification.

## Forme et matière
Il consistait en une étoffe légère (batiste) recouvrant un bonnet pointu en carton ou en fil métallique qui atteindra presque quatre-vingts centimètres en hauteur. Il était agrémenté d'un long voile ou de gaze fixé par du fil d'archal (un fil de laiton) au sommet du cône, orné de dentelles, brodé en or ou en argent, qui retombait généralement sur l'avant-bras gauche (la soie était utilisée pour les femmes les plus fortunées). La longueur du voile indiquait le rang social de sa propriétaire. S'il atteignait la ceinture, il était porté par une bourgeoise. S'il atteignait les talons, il était porté par l'épouse d'un chevalier. Et enfin, un voile traînant au sol était porté par une reine, une princesse ou une duchesse.
La chevelure était complètement cachée sous cette coiffe, et l'on n'hésitait pas à épiler toutes les mèches qui dépassaient.
Une variante apparut ensuite sous le nom de « coiffure papillon » où la forme du hennin n'était plus pointue au-dessus de l'arrière de la tête mais en cornes plutôt sur le devant de la tête ou bien on apposait du fil d'archal au bout d'un cône tronqué pour y faire redescendre le voile sous la forme d'un "M" au-dessus du front.

## Histoire

### Des origines extra-européennes?
Le premier à suggérer une origine extra-européenne au hennin est Gustaaf Schlegel, sinologue néerlandais. En 1892, dans « Hennins or Conical Lady's Hats in Asia, China and Europe », Schlegel avance que la coiffe a été inventée par les femmes du royaume d'Ayutthaya, et dont les premières traces datent de 518, dans le voyage diplomatique du pèlerin Hwui-seng. Schlegel pensait que les coiffures cornues avaient été importées de Chine par les marchands flamands. Au début du XXe siècle, Fernand de Mély, Georges Bratianu et Jurgis Baltrušaitis suggèrent une origine chinoise. Mély compare le portrait conservé au Louvre d'Isabelle de Portugal, duchesse de Bourgogne avec les statuettes mingqi de la dynastie Tang (618–907). La chercheuse italienne Patricia Lurati voit une importation des modes de l'empire mongol, due aux nouveaux échanges commerciaux entre l'Europe et l'Asie depuis le XIIIe siècle. Lurati relève en particulier la ressemblance avec les coiffures qu'on pouvait trouver sous les Tang, et Jacques Charles-Gaffiot note que les coiffes très développées et les décolletés échancrés des Tang ont été influencés par les modes persanes. Toutefois, cette influence aussi lointaine kilométriquement est extrêmement incertaine selon Durantou.
Les artistes connaissaient directement ou non les coiffes orientales, en témoignent les turbans peints pour représenter des Orientaux, et les marchands rapportaient des pierres et des étoffes précieuses. Les élites européennes du bas Moyen Âge se passionnaient pour les voyages : le Livre des merveilles du monde de Jean de Mandeville, publié en 1356, fut un succès d'édition. Les élites aimaient les divertissements et les vêtements exotiques, tels que les danses « morisques », les « momeries » (bals masqués), les turbans et les déguisements d'hommes et femmes sauvages. Durantou indique que des femmes, sur la Tenture des Sauvages du château de Saumur, avaient des coiffes corniques ou des tricornes avec des cabochons pour jouer des femmes sauvages. Camille Enlart puis François Boucher suggèrent que le hennin a plutôt une origine syro-libanaise, car le royaume latin de Chypre fut souvent un grand intermédiaire des modes moyen-orientales et asiatiques vers l'Europe. Ils appuient leur supposition sur le voyage en Europe du roi de Chypre Pierre Ier en 1363, la prise d'Alexandrie par les Croisés en 1364 et la bataille de Nicopolis en 1396. Jusqu'au XIXe siècle, il n'était pas rare aussi pour les femmes de Syrie et du Liban de porter un tantour, dont la hauteur et les matériaux dépendaient du statut social. Sans être certain qu'il s'agisse d'un tantour, Léon l'Africain dit que certaines coiffures d'orientales ressemblent à des canons, et qu'elles l'agrémentent d'une voilette qu'elles placent sur leur visage. La mode européenne des coiffures coniques et des voilettes, rappelant celles des Orientales et des Nord-africaines est attestée par plusieurs manuscrits occidentaux, mais cette ressemblance n'est pas assez solide pour être une preuve.Cependant, ces théories semblent peu crédibles si l'on considère que la tradition des chapeaux coniques en Europe remonte au deuxième millénaire avant Jésus-Christ avec les "Cônes rituels en or"

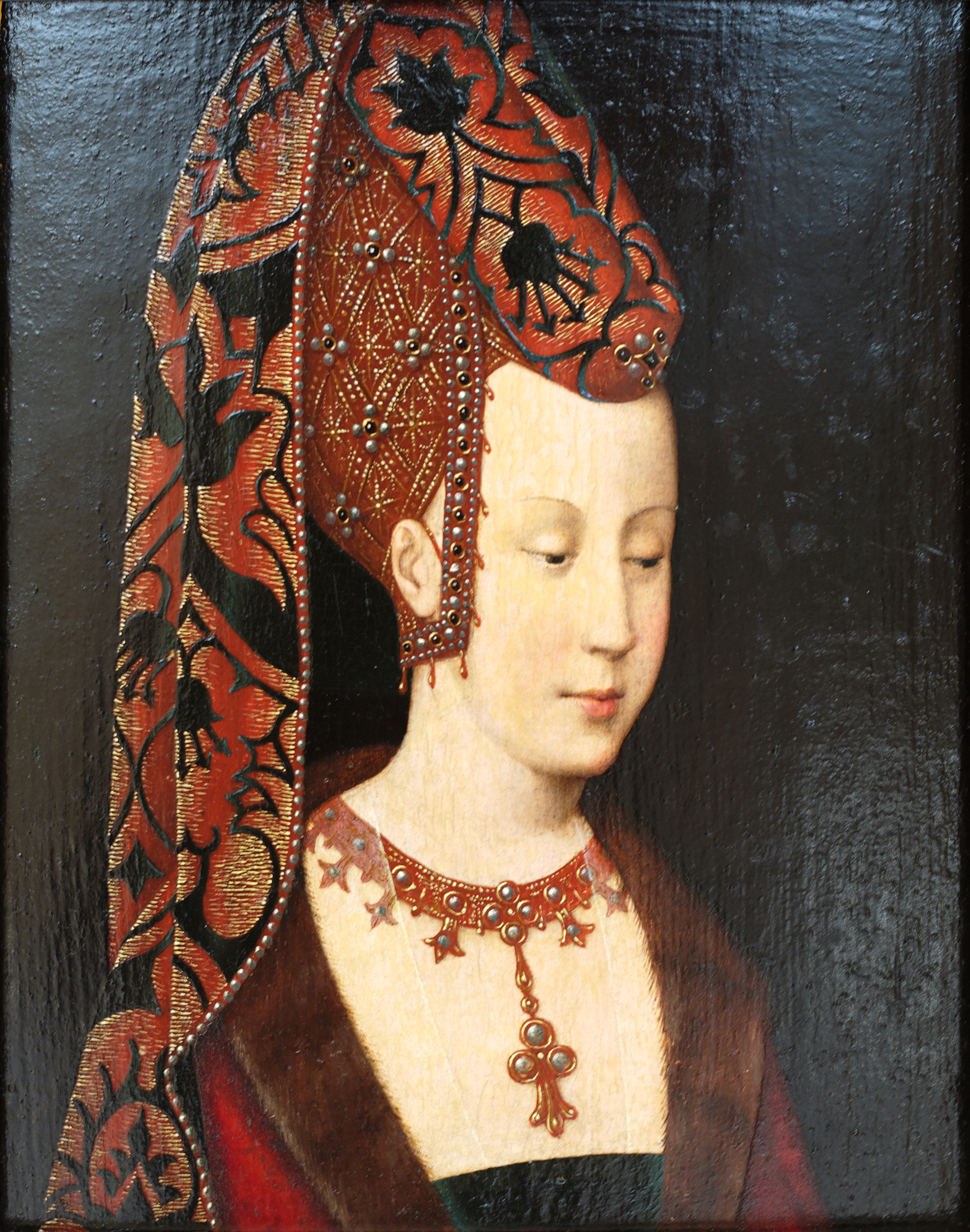
Isabelle de Portugal, duchesse de Bourgogne, par un peintre anonyme au milieu du XVe siècle. Musée du Louvre.
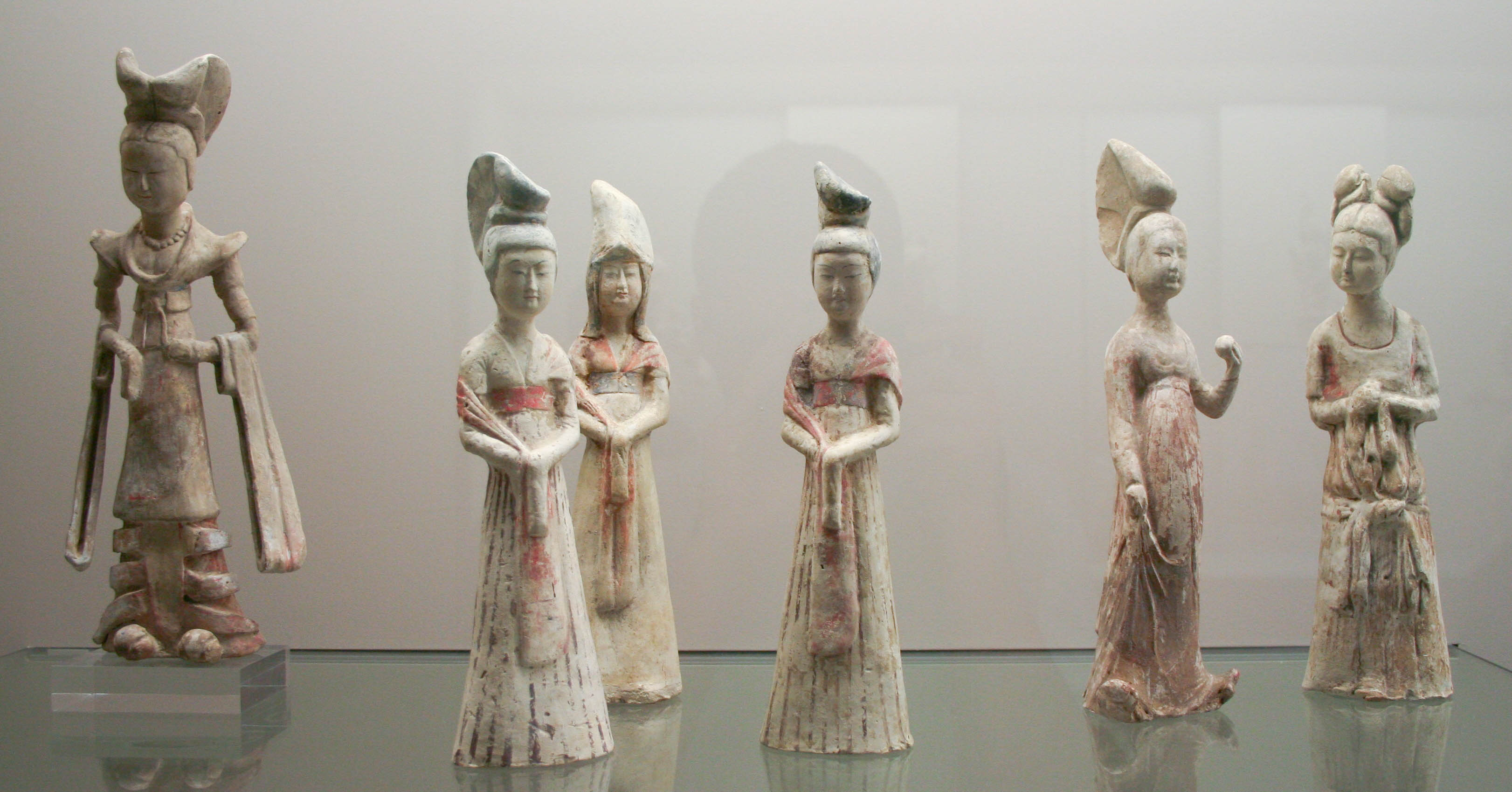
Groupe de statuettes mingpi en terre cuite représentant des dames de compagnies sous la dynastie Tang, conversé au musée Cernuschi.
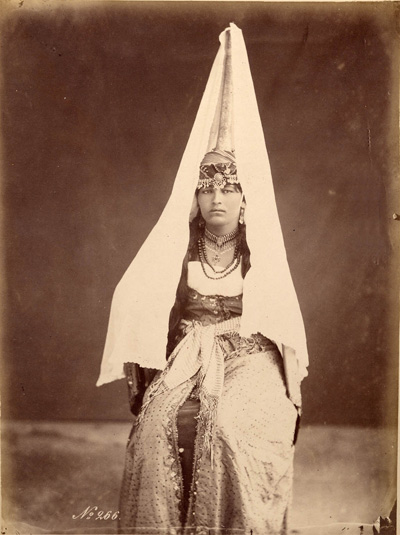
Femme druze portant un tantour. Chouf, Liban, vers 1870-90.
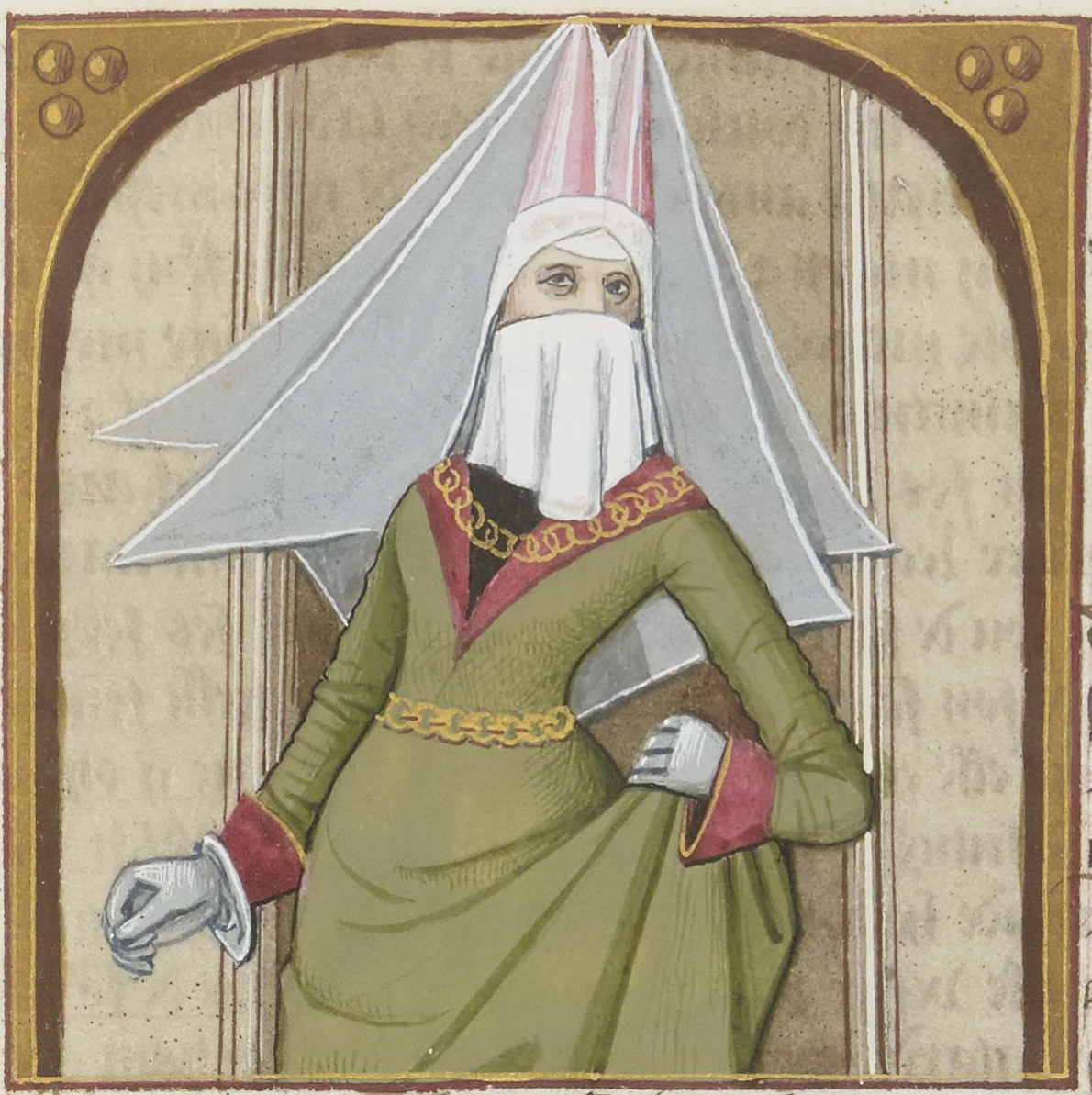
Poppée voilée, enluminure issue d'une traduction française Des Dames de renom de Boccace. BNF, Français 599, fo 81v, XVe – XVIe siècles.

### Affirmation de la noblesse
Malgré des ressemblances avec des coiffes orientales et asiatiques, l'origine extra-européenne des hennins reste incertaine car aucune source ne peut confirmer avec certitude ces similitudes. D'Argentré indique dans sa vie de Thomas Conecte que le hennin est originaire des Pays-Bas, et que l'on apprenait aux « petits enfants à crier après elles au hennin, et jusques à les descoiffer, ou à les contraindre à se renclorre aux maisons ».
En Orient comme en Occident, la complexité des coiffes servait à déterminer les hiérarchies sociales. Ces hautes coiffes apparaissent à une époque où la bourgeoisie peut se permettre d'avoir une profusion de vêtements, et où la noblesse cherche à se démarquer d'elle.

## Dans la culture
Le hennin reste aujourd'hui dans l'imaginaire comme la coiffe attitrée des princesses ou des fées. Ainsi, il est évoqué dans la chanson File la laine de Robert Marcy (second couplet) :
Hennins au ruban de soie,

Chanson bleue des troubadours

Regret des festins de joie

Des fleurs du joli tambour

Dans la grande cheminée

S'éteint le feu du bonheur

Car la dame, abandonnée

Ne retrouvera son cœur.

## Quelques types de hennins

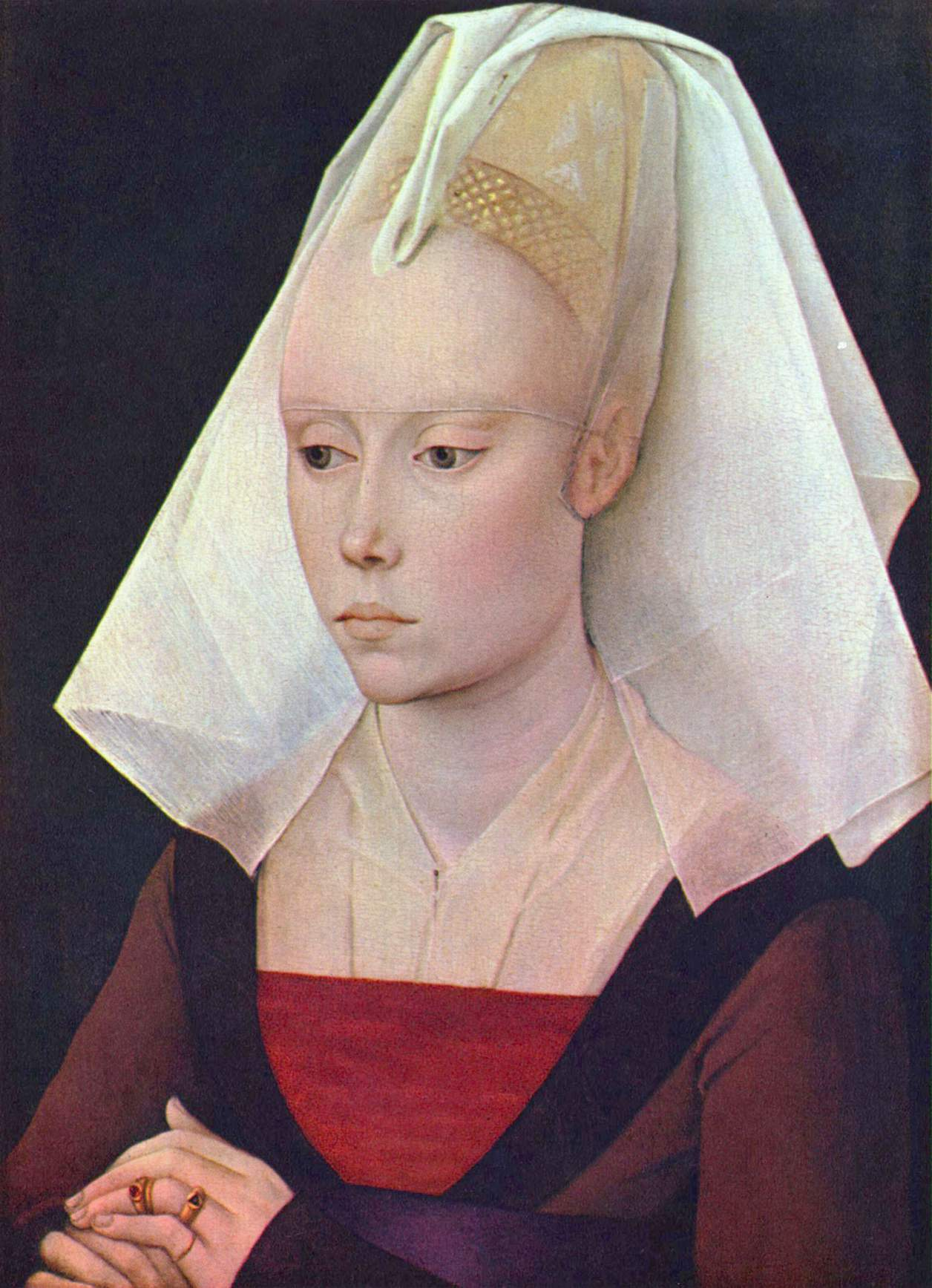
Rogier van der Weyden, Portrait de femme coiffée d'un hennin tronqué appelé coiffe bourguignonne, deuxième tiers du XVe siècle
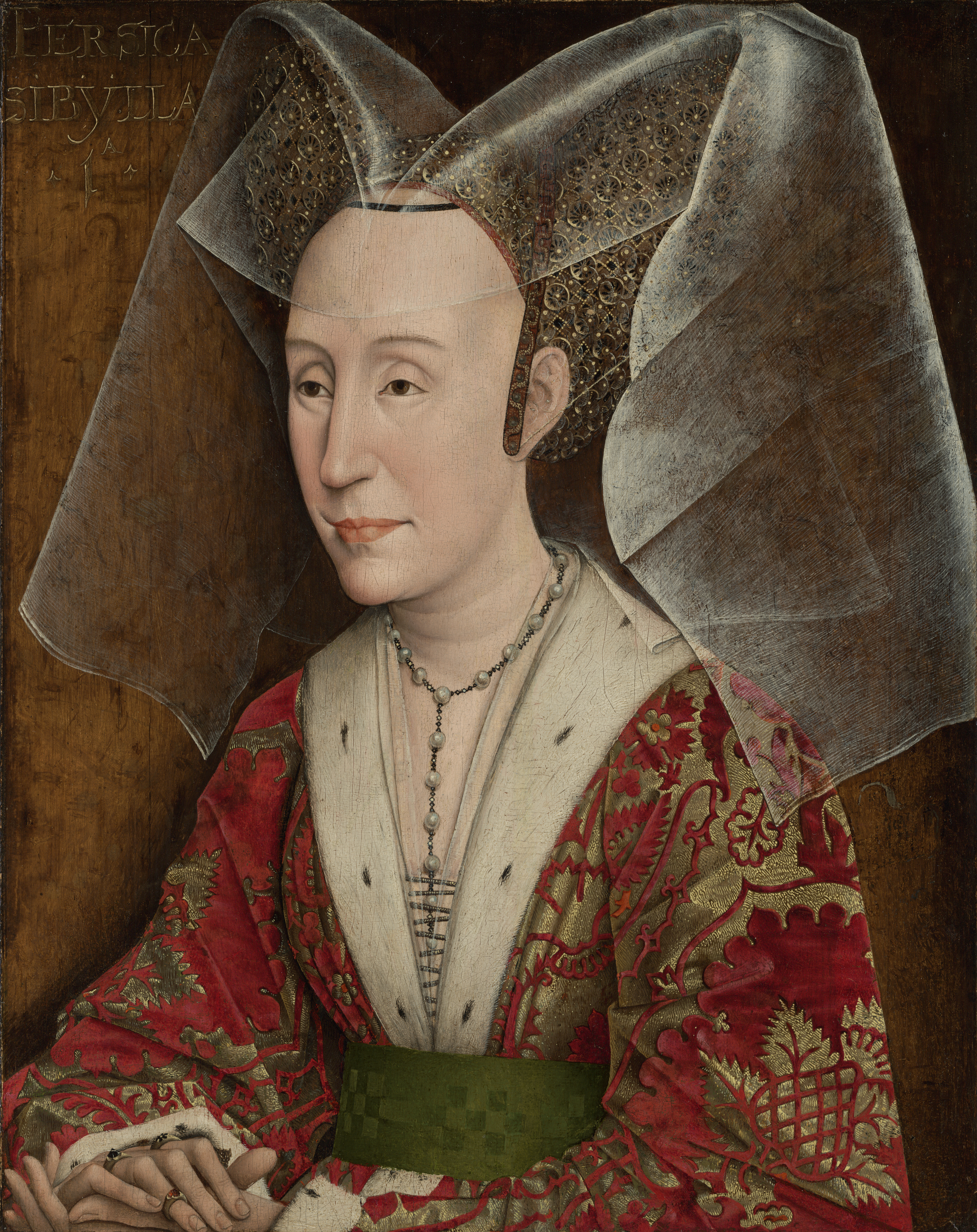
Portrait d'Isabelle de Portugal coiffée d'un double hennin (ou « coiffure papillon »), vers 1450